# خريطة لغوية

لغات العالم

الخريطة اللغوية هي خريطة مواضيعية توضح التوزيع الجغرافي لمتحدثي اللغة، أو الخواص المتوازية للهجة متصلة من نفس اللغة. تُسمى المجموعة من هذه الخرائط بـ أطلس لغوي.
أقدم الأطلس تم نشره كان "Sprachatlas des Deutschen Reiches" لـ جورج وينكر وفيرديناند ريدي، وذلك في عام 1888، يليه أطلس لغوي دي فرنسا لـ جوليس جيليرون بين عامي 1902 و1910.